# Au-delà des grilles
Au-delà des grilles és una pel·lícula francoitaliana de René Clément dirigida el 1948 i estrenada el 1949.

## Argument
El breu idil·li, carregat d'amenaces, de Pierre, homicida de la seva infidel amant. Troba a Gènova, Marta, una cambrera de restaurant que té una petita filla, Cecchina, la gelosia de la qual és prop de l'odi. I allò no pot acabar bé.

## Repartiment
- Jean Gabin: Pierre, l'home recercat per la policia
- Isa Miranda: Marta, la mare de Cecchina
- Véra Talchi: Cecchina, la filla de Marta
- Andrea Cecchi: Joseph Manfredi, marit de Marta
- Robert Dalban: el Bosco del vaixell Flora
- Ave Ninchi: Maria
- Checco Risoni: el lladre
- Carlo Tamberlani: el comissari de policia
- Dina Romano: la venedora de flors
- Fulvia Fulvi: l'amiga de Cecchina
- Vittorio Duse: un policia a la comissaria
- Renato Malvasi: el dentista
- Claudio Ermelli: el sacerdot
- Agnese Dublini: la restauradora
- Michele Riccardini: el restaurador
- Ermano Randi: un policia a la comissaria
- Giulio Tommassini
- Giuseppe Garello
- Marinetta Campello
- Alessandro Fersen
- Franca Lumachi
- Gino Passarelli
- Franco Pesce
- Pietro Tordi

## Premis
- 1949: Premi d'interpretació femenina per a Isa Miranda i al millor director per a René Clément al Festival de Cannes.[2]* 1951: Oscar a la millor pel·lícula de parla no anglesa[3]